# شيرمان بيلنغسلي
شيرمان بيلنغسلي (بالإنجليزية: Sherman Billingsley)‏ هو مالك ملهى ليلي ‏ وصاحب مطعم أمريكي، ولد في 10 مارس 1896 في إنيد في الولايات المتحدة، وتوفي في 4 أكتوبر 1966 في نيويورك في الولايات المتحدة بسبب مرض.

## وصلات خارجية
- شيرمان بيلنغسلي على موقع IMDb (الإنجليزية)